# Rock 'Til You Drop (singolo)
Rock 'Til You Drop è una canzone della rock band inglese Status Quo, pubblicata come singolo nel gennaio del 1992.

## La canzone
La traccia è una lenta ballata soft scritta dal tastierista Andrew Bown che affronta il tema dell'intenso e duraturo rapporto della band coi suoi fans, ma che non riflette adeguatamente il clima dell'omonimo album dal quale viene estratta, connotato, al contrario, da un evidente stile hard.
Il pezzo viene usato come brano di presentazione prima dell'apertura dei concerti della band nel corso della tournée che accompagna l'album omonimo, e va al n. 38 delle classifiche inglesi.
Il medley di successi che fa da “lato B” al singolo non è ad oggi disponibile in nessuna raccolta o ristampa ufficiale ma solo in alcune produzioni bootleg.

## Tracce
1. Rock 'Til You Drop - 3:13 - (Bown)
2. Medley - 3:52 - Caroline (Rossi/Young) / Down Down (Rossi/Young) / Whatever You Want (Parfitt/Bown) / Rockin' All Over the World (J. Fogerty)
3. Forty Five Hundred Times - 12:52 - (Rossi/Parfitt)

## Formazione
- Francis Rossi (chitarra solista, voce)
- Rick Parfitt (chitarra ritmica, voce)
- Andy Bown (tastiere, chitarra, armonica a bocca, cori)
- John 'Rhino' Edwards (basso, voce)
- Jeff Rich (percussioni)